# وادي غبوب (المهرة)

تعديل مصدري - تعديل

وادي غبوب هي إحدى قرى مديرية المسيلة التابعة لمحافظة المهرة، بلغ تعداد سكانها 5 نسمة حسب تعداد اليمن لعام 2004.